# Amr El Halwani
Amr El Halwani (Arabic: عمرو الحلوانى) (sinh ngày 15 tháng 3 năm 1985 ở Monufia) là một cầu thủ bóng đá người Ai Cập. Hiện tại anh thi đấu cho ENPPI Club ở Giải bóng đá ngoại hạng Ai Cập, ở vị trí tiền vệ trái.